# 1298 Ноктурна
1298 Ноктурна (1298 Nocturna) — астероїд головного поясу, відкритий 7 січня 1934 року.
Тіссеранів параметр щодо Юпітера — 3,190.